# Butia exospadix
La palmera butiacito de arena (Butia exospadix) es una especie del género Butia de la familia de las palmeras (Arecaceae). Habita en el centro-este de Sudamérica.

## Taxonomía
Esta especie fue descrita originalmente en el año 2006 por el botánico estadounidense Larry Ronald Noblick.
La localidad del ejemplar tipo es: Paraguay, Canindeyú, Itanana. Fue colectado por L. R. Noblick y T. Ríos Otero.  

## Distribución y hábitat
Esta palmera es conocida de la zona fronteriza paraguayo-brasileña. En Brasil se distribuye en el estado de Mato Grosso del Sur, entre Paranhos y Coronel Sapucala, con buenas poblaciones en la localidad de Tacuru. 
En el nordeste del Paraguay habita en el departamento de Canindeyú, entre Ypé Jhu y Capitán Bado, al norte de 
Itanana. Además habitaba en Alto Paraná, en un área que permanece inundada luego de la construcción de la represa de Itaipú.
Butia exospadix es un endemismo de la provincia fitogeográfica del cerrado, donde habita en ambientes de sabanas abiertas, sobre suelos arenosos.

## Características
Se trata de una palma graminiforme, con ejemplares únicos, acaules o casi sin estípite,  generalmente subterráneo y de entre 10 y 20 cm de diámetro. De él se desprende una corona integrada por de 2 a 7 hojas.  